# Championnats du monde de cyclisme sur route 1948
Navigation
Reims 1947 Copenhague 1949
Les championnats du monde de cyclisme sur route 1948 ont eu lieu le 22 août 1948 à Fauquemont aux Pays-Bas.
L'édition de la course en ligne masculine est marquée par la rivalité entre Fausto Coppi et Gino Bartali qui préfèrent sacrifier les chances de victoire de leur équipe plutôt que de conjuguer leurs efforts. Une attitude qui profite au Belge Briek Schotte et qui leur vaudra d'être suspendus trois mois par la fédération cycliste Italienne.

## Résultats
| Épreuves :                          | Or                     | Or              | Argent                | Argent       | Bronze                  | Bronze       |
| Professionnels                      |                        |                 |                       |              |                         |              |
| Hommes - course en ligne            | Briek Schotte Belgique | 7 h 30 min 42 s | Apo Lazaridès France  | + 1 s        | Lucien Teisseire France | + 3 min 41 s |
| Amateurs                            |                        |                 |                       |              |                         |              |
| Hommes - amateurs - course en ligne | Harry Snell Suède      | 5 h 16 min 22 s | Liévin Lerno Belgique | + 1 min 48 s | Olle Wanlund Suède      | + 0 s        |

## Tableau des médailles
| Rang  | Nation   | Or | Argent | Bronze | Total |
| ----- | -------- | -- | ------ | ------ | ----- |
| 1     | Belgique | 1  | 1      | 0      | 2     |
| 2     | Suède    | 1  | 0      | 1      | 2     |
| 2     | France   | 0  | 1      | 1      | 2     |
| Total | Total    | 2  | 2      | 2      | 6     |